# Sistema di numerazione cinese
Inizialmente gli antichi cinesi avevano sviluppate notazioni basate su corde e nodi, nodi bianchi per i numeri dispari, richiamanti il giorno, nodi neri per i pari, assegnati alle notti.
A partire dal III secolo a.C. circa i Cinesi cominciano a usare 13 segni.
1-2-3-4-5-6-7-8-9-10–20-100-1000-10000
| Numeri arabi:     | 1  | 2  | 3   | 4  | 5  | 6   | 7  | 8  | 9   | 10  | 20    | 100 | 1000 | 10000 |
| Caratteri cinesi: | 一 | 二 | 三  | 四 | 五 | 六  | 七 | 八 | 九  | 十  | 二十  | 百  | 千   | 万    |
| Pronuncia pinyin: | yī | èr | sān | sì | wǔ | liù | qī | bā | jiǔ | shí | èrshí | bǎi | qiān | wàn   |

I segni cinesi per i numeri non sono  cifre, ma caratteri in lingua cinese: segni/parole che esprimono sia un valore ideografico, sia un valore fonetico dei nomi cinesi dei numeri corrispondenti. Essi sono rappresentazioni grafiche dei seguenti monosillabi cinesi: yī, èr, sān, sì, wǔ, liù, qī, bā, jiǔ, shí, bǎi, qiān, wàn.
Segni numerici rappresentazione semplicissima a tutte lettere dei numeri corrispondenti 
Es. italiano: uno, due, tre, quattro, cinque etc.
In cinese poi le cifre sono rappresentate in diversi modi 
- Grafia classica (o scrittura cinese moderna), il kaishu (scrittura semplice codificata nel IV secolo d.C.), inserita nelle opere letterarie, scientifiche ed a stampa.
- Grafia più complicata, il guanzi (cifre ufficiali), che si usa nei contratti e negli assegni.
- Forma corsiva e concisa xing-shu (o caoshu) che si usa nei manoscritti.
- Ci sono poi i cosiddetti "numeri-bacchetta" o "numeri-asta" per il lavoro matematico-scientifico, usati dal II secolo a.C. Venivano usate bacchette rosse e nere che rappresentavano numeri positivi e negativi (e per questo motivo la matematica cinese è stata una delle prime ad elaborare motivi algebrici e forse ad influenzare in questo l'India). Da questi numeri-bacchetta è probabilmente derivata infine la scrittura segreta crittografica (ganmazì nganmà)

Nel sistema numerico cinese nel rappresentare i numeri da 11 a 19 si usava 10 ed a destra  si mettevano i numeri che al 10 si dovevano addizionare (metodo additivo)
Esempio
14 = 10 + 4 = (†) + ( " ) = † "
Invece da 20 si sperimenta un metodo moltiplicativo (già usato in Mesopotamia ed Egitto) per cui 20 è 2×10: il moltiplicatore della base di riferimento si mette a sinistra  (e non a destra come nelle procedure additive).
Es. 20 diventa ( = †) che corrisponde a [(=) × (†)] e cioè 2×10.
21 invece diventa (= † −) che corrisponde a [(=) × (†) + (−)] e cioè 2×10+1   
79 564 = qi wan  jiu qian  wu bai liù shi sì = (7×10 000)+(9×1 000)+(5×100)+(6×10)+4
In questo modo
Si evitavano le fastidiose ripetizioni di segni identici 
E l'uso di troppi simboli originari.
Il principio moltiplicativo consentiva di arrivare sino a 999 999 999 999.
10 000= yi wan = 1×10 000
100 000 = shì wan = 10×10 000
1 000 000= yi bai wan = 1×100×10 000
10 000 000= yi qian wan = 1×1000×10 000
100 000 000= yi wan wan = 1×10 000×10 000	
487 390 629
sì wan wan ba qian wan qi bai wan san shì wan jiu wan liù bai er shì jiu
(4×10 000×10 000)+(8×1 000×10 000)+(7×100×10 000)+(3×10×10 000)+(9×10 000)+(6×100)+(2×10)+9       (19 segni)
Ma c'erano altri modi più economici ma più ambigui per esprimere ad es. lo stesso numero
yi wan sì wan ba qian qi bai san shì jiu  liù bai er shì jiu
10 000 × [(4×10 000)+(8×1 000)+(7×1 009+(3×10)+9] + (6×100)+(3×10)+9        (16 segni)
In pratica si può pensare che l'inizio di formule polinomiali sia collegabile all'esigenza di rappresentare i grandi numeri stessi. Questo però rendeva il sistema di notazione più macchinoso e incoraggiava la scoperta di soluzioni più semplici. Inoltre il calcolo era comunque demandato all'abaco e perciò appannaggio di pochi specialisti.

## Proto zero cinese e sistema posizionale
In Cina durante la Dinastia Han (II secolo a.C. – III secolo d.C.) fu elaborato un ingegnoso sistema di numerazione scritta con base decimale con le nove unità semplici descritte ancora pittograficamente 
I   II    III     IIII    IIIII  ┬   ╥  ╥┬  ╥╥   
Questo arcaico simbolismo numerico era ovviamente derivato dalle tacche su legno o su guscio di tartaruga e fu riprodotto anche sulle macchine da calcolo dei suanpan  (abachi) e sulle bacchette di calcolo che, come abbiamo visto, pure erano molto utilizzate.
Sempre sotto gli Han fu scoperto il principio posizionale 
Es. 6742 = ┬ ╥  IIII  II
Però rimaneva il rischio di confusione perché si era vincolati ad affiancare altrettante barre verticali per rappresentare unità di ordini consecutivi con rischi di confusione e di errori:
Esempi:
IIII III IIII = 434    I III III IIII = 1334. 
Nel caso precedente la differenza si vede agevolmente?
Tra le altre cose forse la numerologia oltre al parallelismo greco-ebraico tra lettera e numero si basava anche su questa arcaica confusione tra numeri.
Per rimediare si preferì cambiare notazione:
Per le unità semplici le barre non si disponevano più in verticale ma in orizzontale e viceversa funzionava il loro incremento.
Esempi:
```
─   ═   ≡   ≡   ≡    ┴	╧   etc.
```

	     ─   ═   	
Poi siccome i ben noti problemi percettivi si ripresentavano nuovamente, ci fu una seconda trasformazione  per cui i diversi ordini numerici venivano rappresentati in modo alternato con barre verticali (unità, centinaia etc.) dette numeri tsung e barre orizzontali (decine, migliaia) dette numeri heng.
Esempi:
```
522 era  IIIII  ═   II 
76
 
231   era      ╥  ┴  II  ≡  I
```

Alcune ambiguità erano così eliminate ma, ugualmente la mancanza dello zero rendeva difficile distinguere notazioni del tipo 2666 o 26660 oppure 266600 etc.
Anche qui vi fu chi lasciò uno spazio vuoto, insufficiente per le ragioni già esposte
E vi fu anche chi utilizzò le potenze di 10 correggendo con un'involuzione  in senso moltiplicativo l'originario sistema posizionale.
Es.     2640  diventa II  ┴  IIII  …     e cioè  264 ×10 (con 10 usato come moltiplicatore o determinativo "decine")
20 064 diventa   II (×10 000 con relativo ideogramma) ┴ IIII   	    	 
(2×10 000)+64
Anche in Cina nacque comunque una sorta di zero
Alcuni computisti disposero i numeri in dei riquadri tipo tessere che forse stavano per gli ordini numerici (ad imitazione delle asticelle del suanpan) e lasciavano la casella vuota (come l'insieme vuoto) per ogni unità che mancasse nel rispettivo ordine.
Comunque, dall'VIII secolo d.C. i dotti cinesi, grazie ai monaci buddisti missionari dall'India, ebbero lo zero indiano vero e proprio.